# 豪洛希·久洛
豪洛希·久洛（匈牙利語：Halasy Gyula，1891年7月19日—1970年12月20日），匈牙利男子射击运动员。他曾代表匈牙利参加1924年夏季奥林匹克运动会射击比赛，获得男子不定向飞靶金牌。